# Дежурный аптекарь
«Дежурный аптекарь» (фр. Le Pharmacien de garde) — фильм Жана Вебера, вышедший в 2003 году.

## Сюжет
Янн Лазаррек — аптекарь и идейный борец против загрязнения окружающей среды. В своей лаборатории Лазаррек тайно изготавливает яды, которыми уничтожает «отравителей» природы… По иронии судьбы, ведущий следствие по делу об этих изощренных убийствах Франсуа Баррье — убежденный активист движения за сохранение природы. Познакомившись на одной из конференций по защите окружающей среды, Франсуа и Лазаррек сразу подружились — ведь они борются за общее дело. Франсуа пока не подозревает о том, что его новый друг — тот самый монстр, за которым он охотится…

## В ролях
- Венсан Перес
- Гийом Депардьё
- Клара Беллар
- Лоран Гамелон
- Паскаль Лежитимус
- Ален МакМой
- Рошель Редфилд